# Maggie Simpson
Maggie Simpson è un personaggio immaginario ed è uno dei protagonisti della serie animata I Simpson. È la più piccola componente della famiglia Simpson, figlia di Homer e Marge e sorella minore di Bart e Lisa.

## Il personaggio

### Aspetto fisico
Durante la serie, Maggie è presentata come una bambina di poco più di un anno, anche se apparentemente dimostra meno della sua età, dato che ha sempre il ciuccio rosso in bocca, cammina a carponi e quando è in piedi cade spesso in avanti. Ha parlato solo per pochi secondi (nell'episodio della 28ª stagione Familiari e amici) durante una seduta collettiva di psicoterapia ma nessuno della famiglia se n'è accorto in quanto intenti a litigare tra loro ed ha deciso quindi di non parlare mai più.
È vestita quasi sempre con una tutina di colore azzurro e un fiocchetto al centro della testa sempre di colore azzurro e ha la stessa pettinatura di Lisa. In qualche occasione, nei periodi invernali, indossa un cappottino arancione a forma di stella.

### Voci
Nella serie regolare Maggie ha parlato in poche occasioni. pronunciando la parola "papà", senza però essere sentita da nessuno dei membri della famiglia. Per sottolineare l'eccezionalità dell'evento è stata chiamata Elizabeth Taylor per il doppiaggio. In un'altra occasione Maggie ha pronunciato le parole Papà-paparinolo, rivolte a Ned Flanders che l'aveva adottata, ma questa è solo un'allucinazione di Bart e Lisa, terrorizzati dal fatto che loro sorella - in quell'episodio - potesse diventare una Flanders.
Ha pronunciato due brevi frasi anche negli special di Halloween La paura fa novanta V ("Questo è senz'altro un universo conturbante!", con la voce originale di James Earl Jones) e IX e nel lungometraggio della serie animata, nel finale, ha pronunciato la parola continua. Infine nell'episodio dove Bart scappa di casa dopo aver rovinato la festa del ringraziamento (dando fuoco al centrotavola di Lisa), si sente Maggie, in una fantasia di Bart, pronunciare la frase "È colpa tua se non riesco a parlare!". Nell'edizione italiana, il personaggio è quasi sempre doppiato da Monica Ward. Nella ventesima stagione parla in due occasioni. In Arrivando in Homerica, che tratta l'emigrazione dell'intera popolazione di Ogdenville a Springfield, Maggie dice la prima parola sentita da tutta la famiglia: "Ja". Questa suscita il fastidio di Marge che non sopporta che la prima parola di sua figlia sia in una lingua straniera. In Quattro Grandi Donne e Manicure pronuncia un discorso (in questo caso viene doppiata nella versione originale da Jodie Foster e in quella italiana da Laura Boccanera), ma ciò accade in una storia raccontata da Marge, quindi non accade realmente.
Nell'episodio Familiari e amici della stagione 28 parla durante un litigio di famiglia, ma essendo arrabbiata del fatto che nessuno la senta, dice che non parlerà mai più.

### Personalità
Nonostante le apparenze è molto intelligente e ha varie abilità nascoste: sa suonare, sparare ed è molto brava nello sport. In una puntata sembra addirittura che Maggie possieda un quoziente intellettivo più alto di quello di sua sorella Lisa, anche se alla fine si scopre che era stata la stessa Lisa, inconsciamente, a suggerirle le risposte a un test del QI.
In più di un'occasione ha dimostrato di avere un vero gusto per le armi da fuoco (e una mira invidiabile). In una puntata salva la vita a suo padre sparando a dei gangster, con un fucile che tiene nascosto sotto il letto, dalla finestra della sua cameretta. Maggie ha inoltre sparato al signor Burns in uno dei più celebri episodi della serie. I vari membri della famiglia credono sia stato un gesto involontario e fanciullesco, ma in più di un'occasione, la piccola lascia intendere di averlo fatto apposta. In La paura fa novanta XIII, quando la famiglia Simpson consegna le proprie armi alla polizia, queste vengono riposte in tre scatoloni: su uno appare la scritta "Bart's guns" (armi di Bart), su uno "Homer's Guns" (Armi di Homer) mentre sull'altro appare la scritta "Maggie's guns" (armi di Maggie); quest'ultimo scatolone appare molto più grande dell'altro e contiene svariate armi di ogni tipo.
Homer si dimentica spesso dell'esistenza della figlia Maggie, tanto da rischiare di sedersi sopra di lei e da non ricordarsi il suo vero nome (Margaret). Nonostante questo, l'uomo conserva le foto della figlia amorevolmente nel suo posto di lavoro, usandole per coprire alcune lettere della scritta: "Don't forget: you're here forever" (non dimenticare: tu starai qui per sempre), inserita dal signor Burns per ricordare a Homer che dovrà lavorare per sempre nella centrale, in modo da trasformarla con la scritta "Do it for her" (fallo per lei), riferita a Maggie.
Inoltre è anche considerata la bambina-gemma, cioè colei che riporterà pace e prosperità a Springfield.
Nell'episodio I ragazzi stanno litigando si scopre che ancor prima che la piccola nascesse Homer aveva già deciso, nell'eventualità che lui e Marge avessero avuto un'altra bambina, che l'avrebbero chiamata Maggie proprio perché, nel caso fosse scomparsa, sarebbe stato un bel nome da pronunciare per richiamarla.

### Nella sigla
Durante la sigla iniziale, si vede Maggie trascinata sulla cassa, il prezzo che compare è l'equivalente alla spesa media che una famiglia spende ogni mese per prendersi cura di un bambino.
Nella sigla rinnovata dalla ventesima stagione, precisamente dall'episodio Prendi la mia vita, per favore, quando Maggie esce dalla busta della spesa agita il ciuccio contro il carrello accanto, che ospita il suo nemico Gerald: un bambino con un solo lungo sopracciglio.

## Accoglienza

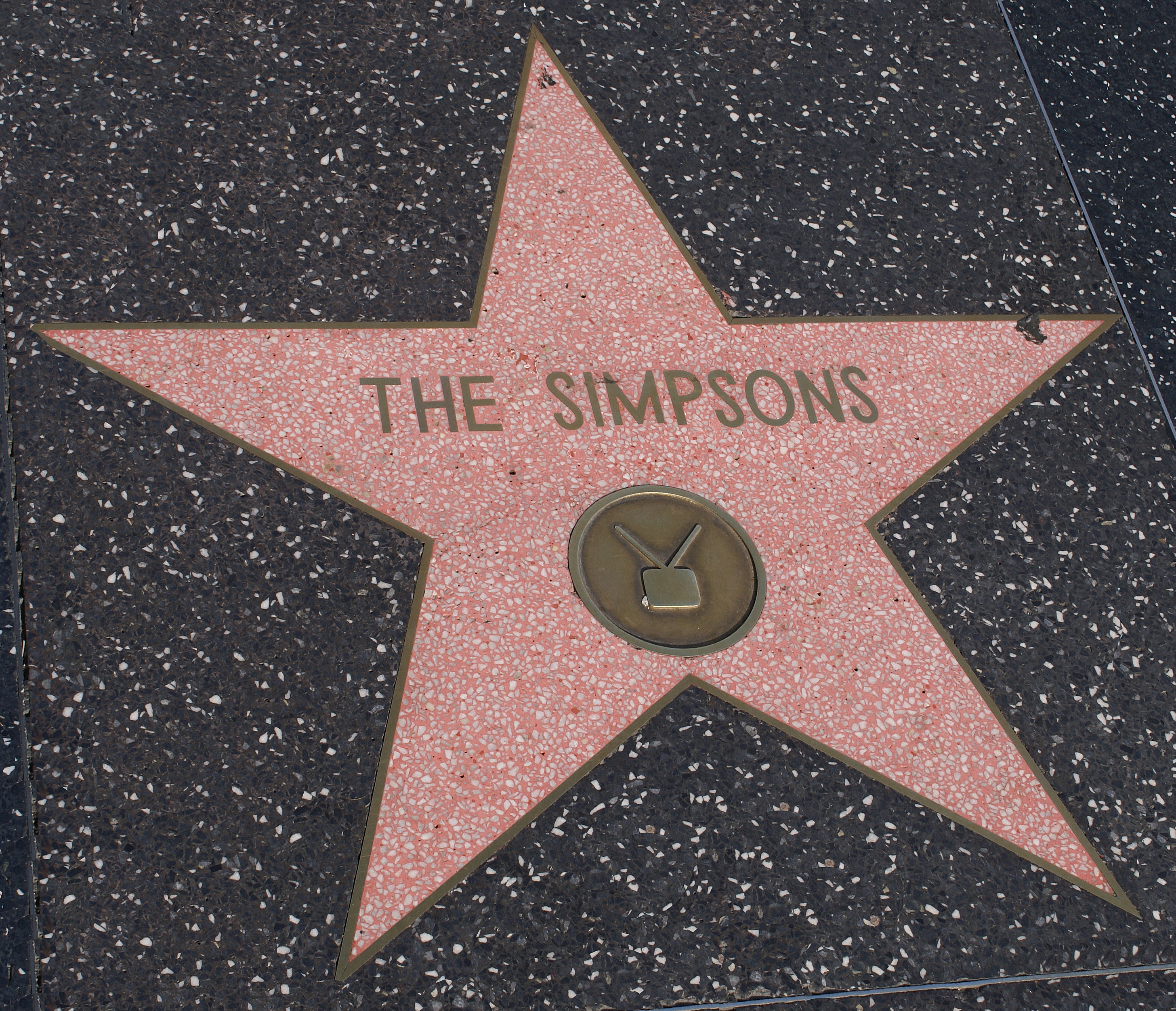
Nel 2000, Maggie, insieme al resto della famiglia Simpson, è stata premiata con una stella sulla Hollywood Walk of Fame.

Maggie ha ricevuto il plauso della critica e del pubblico. Nancy Basile di About.com ha affermato che le sue scene preferite di Maggie nei Simpson sono quelle che la mostrano comportarsi più come un'adulta che come una bambina di un anno. Alcune delle sue scene preferite di Maggie includono scene di "Sweet Seymour Skinner's Baadasssss Song" e "Lady Bouvier's Lover" in cui Maggie incontra il suo arcinemico senza sopracciglia, Baby Gerald, e l'unica scena di "Grattachecca e prurito: il film" in cui si suppone che Bart per fare da babysitter a Maggie, ma lei scappa e porta l'auto di Homer a fare un giro. Basile ha anche aggiunto che "sia che guardi 'The Happy Elves' o che cada, Maggie è la bambina più carina della famiglia Simpson". Il comico Ricky Gervais ha definito "And Maggie Makes Three" il suo secondo episodio preferito dello show e ha detto che la scena alla fine in cui Homer mette le foto di Maggie sulla sua scrivania gli ha dato "un nodo alla gola a pensarci". Todd Everett di Variety ha definito la scena in "Lisa's First Word" in cui Maggie pronuncia la sua prima parola "da sciogliere il cuore".
Nel 2006, Elizabeth Taylor è stata nominata tredicesima nella lista "Top 25 Simpsons Guest Appearances" di IGN per la sua interpretazione di Maggie in "Lisa's First Word"